# تشو مين (مبارزة بالسيف)
تشو مين (بالصينية: 朱敏) هي مبارزة بالسيف صينية، ولدت في 11 مايو 1988 في جينغجانغ ‏ في الصين.

## وصلات خارجية
- تشو مين على موقع الاتحاد الدولي للمبارزة (الإنجليزية)
- تشو مين على موقع أوليمبيديا (الإنجليزية)
- تشو مين على موقع اللجنة الأولمبية الصينية (الإنجليزية)